# Velamysta breyeri
Velamysta breyeri är en fjärilsart som beskrevs av Köhler 1929. Velamysta breyeri ingår i släktet Velamysta och familjen praktfjärilar. Inga underarter finns listade i Catalogue of Life.